# Волков, Леонид Михайлович (кинематографист)
Леонид Михайлович Волков (9 августа 1934, Ленинград — 1 мая 2013, Санкт-Петербург) — советский и российский режиссёр и оператор, сценарист. Народный артист Российской Федерации (1997).
Лауреат Государственной премии СССР (1982) за фильм «Человек и робот», а также призёр международных и всероссийских кинофестивалей.

## Биография
Родился 9 августа 1934 года в Ленинграде. Вместе с матерью и старшим братом пережил все тяготы ленинградской блокады. После войны окончил Художественно-графическое педагогическое училище им. В. Серова. В 1954 работал учителем рисования в Ненецком национальном округе и в том же году был призван на флот. В 1957 году был направлен в качестве художника-мультипликатора на киностудию ВМФ.
В 1961 году окончил операторское отделение ВГИКа.
В 1961 году пришёл работать на Ленинградскую студию телевидения кинооператором, а с 1963 года режиссёром-оператором. За годы работы на телевидении снимал в качестве режиссёра-оператора документальные, игровые фильмы, концертные программы, фильмы-ревю.
В 1973 году перешёл работать на киностудию «Леннаучфильм».
С 1969 года — член Союза кинематографистов СССР, с 1980 по 1993 — секретарь правления Ленинградского отделения СК.
Преподавал операторское мастерство в Ленинградском институте культуры с 1976 по 1980 годы.
С 1998 года — фотограф-художник Государственного Эрмитажа.
Скончался 1 мая 2013 года в Санкт-Петербурге. Похоронен на Волковском православном кладбище.

## Семья
Первый брак (1959—1964) — Ольга Владимировна Волкова (род. 1939), народная артистка России (1993).
- Дочь — Екатерина Леонидовна (род. 1961), парикмахер, художник.
  - Внучка — Яна (род. 1993).

Второй брак (1975—2013) — Ирина Кимовна Яковлева (род. 1952)

## Память
2 августа 2014 года в социальной сети "Вконтакте" была создана группа о Леониде Михайловиче Волкове. Туда были загружены фильмы, фотографии из его фильмов.

## Награды
- «Бастион на Неве» (1962) режиссёр-оператор — диплом на Международном фестивале телевизионных фильмов в Каннах
- «Невская сюита» (1963) режиссёр-оператор — Приз зрителей на 1-м международном фестивале телевизионных фильмов в Праге
- «Солнце над Невой» (1964) режиссёр-оператор — Приз на 2-м международном фестивале в Праге
- «Не все медведи спят зимой» (1966) режиссёр — оператор; Приз жюри на международном фестивале в Монте-Карло
- «Мелодии Города» (1967) оператор — диплом на зональном смотре РСФСР, Украины и прибалтийских республик
- «Записки сумасшедшего» (1969) оператор; приз на фестивале телефильмов в Монте-Карло
- «Два города у реки» (1970) режиссёр — оператор; приз «Бронзовые лавры» на фестивале телевидения в Берлине
- «Оазис в Ледовитом океане» (1978) режиссёр-оператор — Диплом МАНК
- «Резные камни Эрмитажа» (1979) режиссёр-оператор — Приз и диплом на Всесоюзном фестивале телевизионных фильмов в Баку
- «Человек и робот» (1981), режиссёр-оператор — Первый приз в разделе научно-популярных фильмов на Всесоюзном фестивале в Вильнюсе. Государственная премия СССР — 1982 год.
- «Восковые персоны», Телефильм, (1994) — первый приз на фестивале неигровых фильмов в Екатеринбурге.

## Награды и премии
- Народный артист Российской Федерации (25 августа 1997).
- Заслуженный деятель искусств РСФСР (2 марта 1979).
- Государственная премия СССР (1982).

## Фильмография
1. «Там, где кончается город», режиссёр оператор, ленинградская студия телевидения (ЛСТ), 1961 г.
2. «Бастион на Неве», режиссёр-оператор, ЛСТ, 1962 г.
3. «Невская сюита», режиссёр-оператор, Лентелефильм, 1963 г.
4. «Мы идем в цирк» , оператор, ЛСТ, 1964 г.
5. «Я - шофёр такси», оператор, Лентелефильм, 1964 г.
6. «Солнце над Невой», режиссёр-оператор, Лентелефильм, 1964 г.
7. «Песня весенней Невы», режиссёр-оператор, Лентелефильм, 1965 г.
8. «Верный робот»,  оператор киносъемки, ЛСТ, 1965 г.
9. «Не все медведи спят зимой», режиссёр-оператор, Лентелефильм, 1966 г.
10. «Мелодии города», оператор, Лентелефильм, 1967 г.
11. «Семь нот в тишине» оператор-постановщик, режиссёр — В. Е. Аксёнов, Ленфильм, 1967 г.
12. «Записки сумасшедшего», оператор, режиссёр — А. А. Белинский, Лентелефильм, 1968 г.
13. «Летний дождь", сценарист, оператор, ЛСТ, 1968 г.
14. «Листки автобиографии», оператор, ЛСТ,  1968 г.
15. «Два города у реки», режиссёр-оператор, Лентелефильм, 1969 г.
16. «Баллада о Сирано», оператор-постановщик, ЛСТ, 1969г.
17. «Вся его жизнь», режиссёр-оператор, Лентелефильм, 1970 г.
18. «Пегги Флеминг — шоу», оператор, режиссёр — Дик Фостер, США, Лентелефильм, 1973 г.
19. «Отказавшиеся от себя», режиссёр-оператор, Леннаучфильм,1973 г.
20. «Алиса Фрейндлих. Избранное» оператор, ЛСТ, 1973 г.
21. «В один прекрасный вечер 2000 года» — оператор, режиссёр — В. Е. Аксёнов, Леннаучфильм 1974 г.
22. «Русский романс», режиссёр-оператор, Леннаучфильм, 1975 г.
23. «Автомобиль и немного статистики», оператор, режиссёр — В. Е. Аксёнов, Леннаучфильм, 1975 г.
24. «Этюды о Ленинграде», режиссёр-оператор, Леннаучфильм, 1976 г.
25. «Оазис в Ледовитом океане», режиссёр-оператор, 1977 г.
26. «Резные камни Эрмитажа», режиссёр-оператор, Леннаучфильм, 1978 г.
27. «Транзит в Афганистан», Союзвнештранс — международный экспедитор, режиссёр-оператор, Леннаучфильм — 1979 г.
28. «Человек и робот», режиссёр — оператор, Леннаучфильм, 1980 г.
29. «Города людей», режиссёр-оператор, Леннаучфильм, 1983 г.
30. «Путешествие в страну виноделия», режиссёр-оператор, Леннаучфильм, 1983 г.
31. «Бородино», режиссёр-оператор, Леннаучфильм, 1984 г.
32. «Российская Академия наук», режиссёр-оператор, Леннаучфильм, 1985 г.
33. «В поисках единства», режиссёр-оператор, Леннаучфильм, 1986 г.
34. «Дуэль императоров», режиссёр-оператор, Леннаучфильм, 1987 г.
35. «Жизнь — явление космическое», режиссёр-оператор, Леннаучфильм — 1988 г.
36. «Петр Великий», режиссер-оператор , Леннаучфильм, 1989 г
37. «Дело о памятнике императору Александр III», режиссёр-сценарист, Леннаучфильм, 1990 г.
38. «Век дворцовых переворотов», режиссёр-оператор, Студия «Плюс» 1992 г.
39. «Восковые персоны»», режиссёр-сценарист, Телефильм, 1993 г.
40. «Камея Гонзаго», режиссер-сценарист, Лентелефильм, 1994 г.

## Сценарист
1. «Жизнь — явление космическое» — фильм о великом русском ученом Владимире Ивановиче Вернадском.
2. «Дуэль императоров» — фильм о дипломатической дуэли императоров Наполеона и Александра I в канун войны 1812 года.
3. «Города людей», совместно с Александром Гутновым, — фильм о проблемах градостроительства и о городе, как о живом и сложном организме.
4. «Дело о памятнике императору Александру III» — фильм о создании памятника и о его многострадальной судьбе.

В декабре 2006 года в Государственном Эрмитаже проходила персональная фотовыставка Л. М. Волкова «Эрмитаж обширен и необозрим».

## Печатная продукция
1. Фотоальбом «„Петербургская сюита“ в фотографиях Леонида Волкова» (Культурный и издательский центр «Эклектика; Автобус», 2006 год)
2. Биографическая книга «Когда я снимал кино», 2014
3. Фотоальбом «Фотограф Эрмитажа», 2016 Эрмитажное издательство. Биографическая книга Л. М. Волкова, о 15-летнем периоде работы фотографом-художником в главном музее Санкт-Петербурга — Государственном Эрмитаже.